# Fremantle Football Club
Fremantle Football Club to klub futbolu australijskiego z miasta Fremantle wchodzącego w skład aglomeracji Perth. Występuje w ogólnokrajowej lidze AFL. Nieoficjalnym przydomkiem klubu jest The Dockers (Dokerzy).
Obecnie klub rozgrywa domowe mecze na stadionie Subiaco Oval, mogącym pomieścić 43.600 widzów.

## Historia
Klub Fremantle FC został założony 12 lipca 1994 roku, jako drugi reprezentant (po West Coast Eagles) stanu Australia Zachodnia w australijskiej lidze futbolowej AFL. Rok później zadebiutował w rozgrywkach jako 16 zespół w lidze. 
Decyzja AFL o przyznaniu licencji miastu Fremantle związana była z wielką futbolową tradycją tej portowej społeczności. Pierwsze mecze rozgrywano już około 1880 roku, a w pierwszych 34 edycjach ligi stanowej WAFL, drużyny z Fremantle sięgały po tytuł aż 24 razy. Przez ponad 100 lat miasto Fremantle było siedzibą dwóch bardzo silnych drużyn: East Fremantle FC i South Fremantle FC. Doceniając te zasługi i widząc wielkie możliwości marketingowe, AFL postanowiła przyznać licencję właśnie temu miastu.
Obecnie mecze Fremantle FC gromadzą około 37.000 widzów na pojedynczym ligowym meczu. Jest to olbrzymi sukces jak na drużynę dość młodą i bez większych sukcesów.

## Spór z Levi Strauss & Co.
Kluby AFL są bardzo znane z przydomków jakie noszą. Po założeniu, klub portowy Fremantle, postanowił przybrać nazwę The Dockers, na cześć ludzi pracujących w międzynarodowym porcie, z którego słynie miasto. Jednocześnie nazwa "Dockers" używana była przez firmę odzieżową Levi Strauss & Co. W 1996 roku, decyzją sądu rozstrzygnięto spór na korzyść firmy odzieżowej. Klub oficjalnie przestał tej nazwy używać, lecz przez kibiców nadal jest nazywany The Dockers. Innym przydomkiem klubu jest skrót od nazwy miasta - Freo.

## Barwy klubowe i emblemat
Oficjalnymi barwami klubu są: zieleń, fiolet, czerwień i biel. Na koszulkach widnieje kotwica, czyli symbol portowego miasta.

## Sukcesy
Jak dotąd klub z Fremantle nie osiągnął znaczącego sukcesu. Najwyższą pozycją jaką może się pochwalić, to miejsce trzecie w sezonie 2006.

## Ciekawostki
Od 1995 roku, klub dwa razy do roku rozgrywa mecze derbowe (zarazem ligowe) z lokalnym rywalem West Coast Eagles. Mecze z cyklu Western Derby są najważniejszymi wydarzeniami sportowymi tak w mieście jak i całym stanie.